# Shaunaka
Shaunaka (um patronímico de Shunaka que significa "pequeno cachorro"), é o nome de um Rishi) um apelido carinhoso dado aos professores, bem como a um Shakha do Atharvaveda. 
Ele foi um famoso gramático do Sânscrito, autor do Rigveda - Prātiśākhya, o [Brihad - devatā]], o Carana-vyūha entre outras obras. Ele foi o professor de Katyayana e especialmente de Ashvalayana, e é dito ter unido o Bashkala e Shakala Shakhas do Rigveda. Na lenda, ele é, por vezes, identificado com o Gritsamada, um Rishi do vedas. De acordo com a Vishnu Purana, Shaunaka era filho de Gritsamada, e inventou o sistema das quatrocastas Hindus.
A versão do Rigveda - Prātiśākhya existente nos dias de hoje tem o cometário de Uvaṭa. 
Shaunaka teve um papel proeminente no épico Mahabharata. Shaunaka conheceu o épico de Mahabharata através de um contador de histórias chamado Ugrasrava Sauti durante um conclave de sábios liderado por Shaunaka na floresta de Naimisha. 